# Leon Ptasznik
Leon Ptasznik (ur. 29 lutego 1896, zm. 1940 w ZSRR) – kapitan administracji (piechoty) Wojska Polskiego, ofiara zbrodni katyńskiej.

## Życiorys
Urodził się 29 lutego 1896 jako syn Franciszka. Po odzyskaniu przez Polskę niepodległości pełnił służbę w Wojsku Polskim, w stopniu chorążego. 22 czerwca 1926 został mianowany na stopień podporucznika ze starszeństwem z dniem 1 lipca 1925 i 50. lokatą w korpusie oficerów piechoty. 15 lipca 1927 został awansowany na stopień porucznika ze starszeństwem z dniem 1 lipca 1927 i 47. lokatą w korpusie oficerów piechoty. Na przełomie lat 20. był oficerem zawodowym 23 pułku piechoty w garnizonie Włodzimierz Wołyński.
19 marca 1937 Prezes Rady Ministrów Sławoj Składkowski nadał mu Srebrny Krzyż Zasługi. Na stopień kapitana został mianowany ze starszeństwem z dniem 19 marca 1937 i 58. lokatą w korpusie oficerów administracji, grupa administracyjna. W 1939 był dowódcą 2 kompanii „Włodzimierz” batalionu Obrony Narodowej  „Kowel” i jednocześnie sprawował funkcję komendanta 23 Obwodu PW w Hrubieszowie przy 23 pp.
Po wybuchu II wojny światowej i agresji ZSRR na Polskę z 17 września 1939 został aresztowany przez sowietów. W 1940 został zamordowany przez funkcjonariuszy NKWD. Jego nazwisko znalazło się na tzw. Ukraińskiej Liście Katyńskiej opublikowanej w 1994 (został wymieniony na liście wywózkowej 43/1-71 oznaczony numerem 2409). Ofiary tej części zbrodni katyńskiej zostały pochowane na otwartym w 2012 Polskim Cmentarzu Wojennym w Kijowie-Bykowni.